# Dita Formánková
Dita Formánková, (rozená Přikrylová; * 26. února 1989) je datová analytička, ředitelka organizace Czechitas, kterou v roce 2014 založila, a ředitelka pro diverzitu, inkluzi a spolupráci s komunitami v Avast Software.

## Studium
Absolvovala Gymnázium Jakuba Škody v Přerově. Na Ekonomicko-správní fakultě Masarykovy univerzity v roce 2011 obhájila bakalářskou práci na téma Optimalizace podnikových procesů zavedením čárových kódů, v roce 2013 pak diplomovou práci s tématem Řízení projektů nasazení podnikových portálů a získala titul inženýra.
Ve studiu pokračovala na Fakultě informatiky, na jejíž katedře počítačových systémů a komunikací v roce 2016 obhájila závěrečnou práci v angličtině na téma Business intelligence models for capturing and analysis of enterprise marketing data.
Na ekonomicko-správní fakultě se přihlásila na doktorské studium s cílem dostat do ekonomie více informatiky.

## Kariéra a profesní úspěchy

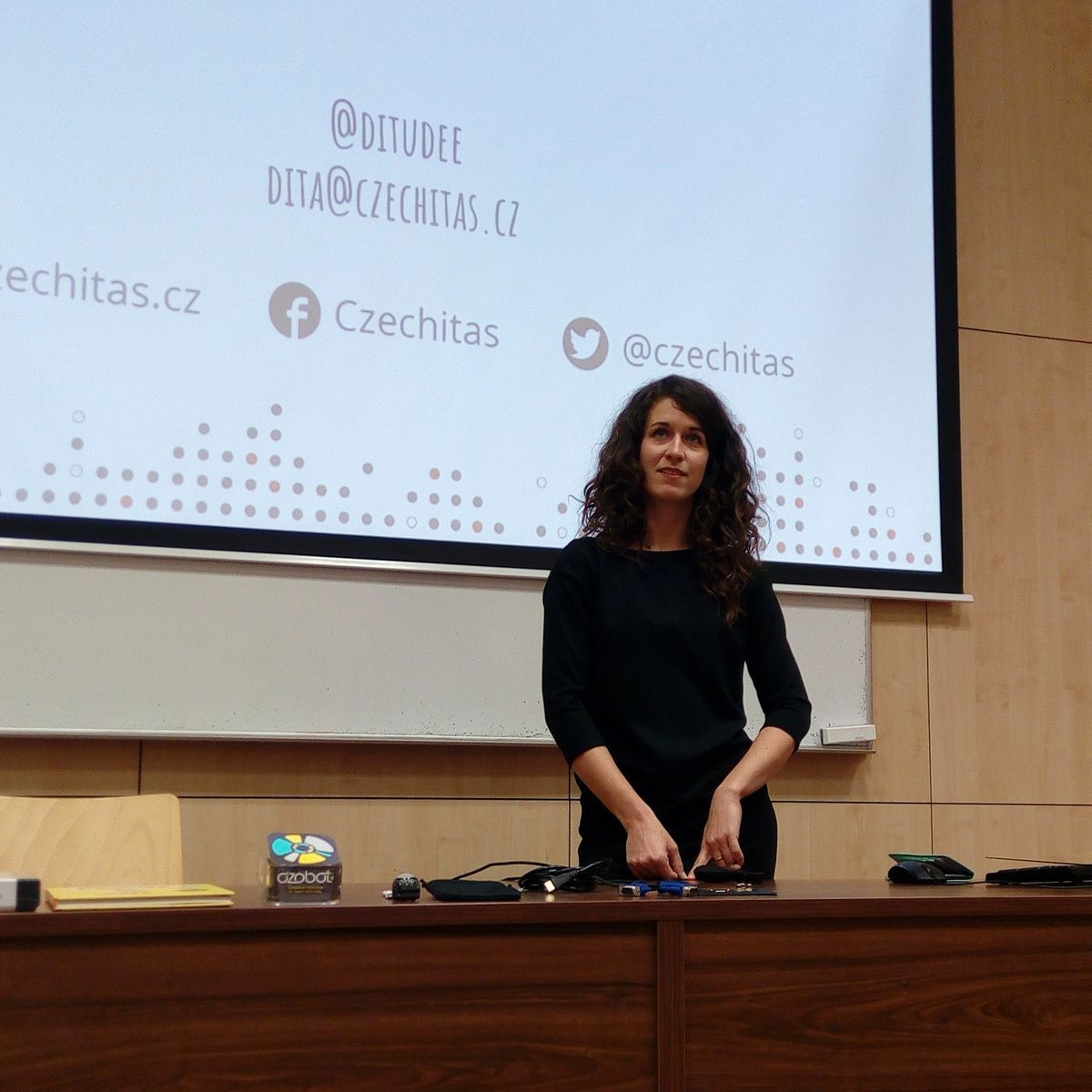
Prezentace v Českých Budějovicích

Pracovala jako risk konzultant a datová analytička, ale po úspěchu kurzu programování webových aplikací se s Barborou Bühnovou a Monikou Ptáčníkovou rozhodla založit neziskovou organizaci Czechitas a v pořádání workshopů především pro ženy pokračovat. V rozhovorech a přednáškách uvádí, že malý počet žen pracujících v oboru IT je zakořeněn především ve stereotypech a představuje na trhu práce velký nevyužitý potenciál. Tvrdí, že dostat ženy do IT je jen začátek, nyní se podílí na tom, aby se dostaly dál do vedoucích funkcí.
V Avast Software má za úkol vytvářet prostředí, ve kterém dostávají šanci talentovaní lidé z různých prostředí a spolupracuje s komunitami jako jsou Czechitas, Code First Girls nebo AjtyvIT.
V obchodním rejstříku je od 8. června 2016 uvedena rovněž jako členka správní rady firmy 6D Academy, z.ú., je členem rady společnosti Recruitment academy a správní rady organizace Česko.Digital, z.ú. V roce 2022 je členkou Národní ekonomické rady vlády.
V roce 2016 získala díky snaze o zvyšování technické a digitální gramotnosti žen Cenu evropského občana, udílenou od roku 2008 Evropským parlamentem. Cena jí byla předána v Evropském domě dne 7. října. V témže roce se umístila v českém žebříčku magazínu Forbes 30 pod 30.

## Další zájmy
Mezi její záliby patří především kiteboarding, za kterým díky možnosti digitálního nomádství jezdí i do zahraničí.